# Patrícia Lélis
Patricia de Oliveira Souza Lélis Bolin (Taguatinga, Distrito Federal, Brasil, 30 de enero de 1994) es una periodista brasileña. Trabajó brevemente en la cadena de televisión estadounidense ABC7. Lélis ha publicado varios bulos y falsificaciones en el pasado. En enero de 2024, fue solicitada su detención por el FBI de los Estados Unidos por los cargos de fraude electrónico, transacciones monetarias ilícitas y usurpación de identidad con agravantes.

## Carrera
Patrícia Lélis nació en Taguatinga, Distrito Federal, Brasil, según ella, proveniente de una familia afluente y religiosa. Afirma que luego de haber abandonado la iglesia evangélica comenzó a asistir al Congreso Nacional como oyente, donde se convirtió a la izquierda después de escuchar a diputados afines.
Para 2017 militaba en el Partido Social Cristiano, de derecha. Fue candidata como diputada para el Congreso Nacional por el Partido Republicano de Orden Social en las elecciones generales de Brasil de 2018, pero no resultó electa. En 2021 se afilió al Partido de los Trabajadores de izquierda, aunque el mismo año fue expulsada luego de realizar una declaración considerada como «transfobia» y de «incitación al odio». Formó parte de la productora Howard Stirk Holdings (HSH) y participó en al menos dos programas en “Your Voice Your Future Town Hall”, de la cadena de televisión estadounidense ABC7.
Lélis ha publicado varios bulos y falsificaciones en el pasado. En mayo de 2024, Lélis acusó a la candidata presidencial venezolana María Corina Machado de recibir $3,2 millones de parte de Chevron para financiar su campaña electoral, acusación que fue difundida por portales de desinformación venezolanos. Utilizó documentos falsificados para realizar las acusaciones.

## Investigaciones
Lélis fue arrestada en el estado de Virginia, Estados Unidos, acusada de presentar un reporte falso a la policía. Fue exonerada el 26 de enero de 2021.
En enero de 2024, la Fiscalía General del Distrito Este de Virginia la imputó por los cargos de fraude electrónico, transacciones monetarias ilícitas y usurpación de identidad con agravantes por hacerse pasar por una abogada de inmigración para estafar a clientes, prometer conseguir las visas E-2 y EB-5, por más de 700.000 de dólares. El FBI ha solicitado su detención desde entonces.